# Hypolimnas otakwensis
Hypolimnas otakwensis är en fjärilsart som beskrevs av Talbot 1932. Hypolimnas otakwensis ingår i släktet Hypolimnas och familjen praktfjärilar. Inga underarter finns listade i Catalogue of Life.